# Hellgate - Il grande inferno
Hellgate - Il grande inferno (Hellgate) è un film del 1952 diretto da Charles Marquis Warren.
È un western statunitense con Sterling Hayden, Joan Leslie, Ward Bond e James Arness.

## Trama
Hellgate è una struttura carceraria nel deserto dove vengono inviati i peggiori criminali. Hanley, un veterinario ed ex soldato della guerra civile, viene falsamente accusato, condannato e mandato in questo luogo infernale. Hanley dovrà combattere non solo per trovare una via d'uscita alla sua situazione, ma anche quando tra i prigionieri comincia a diffondersi un'epidemia pestilenziale.

## Produzione
Il film, diretto e sceneggiato Charles Marquis Warren su un soggetto di John C. Champion dello stesso Warren, fu prodotto da John C. Champion per la Commander Films Corporation e girato nel Bronson Canyon, Los Angeles e nel ranch di Corriganville a Simi Valley, California, dal 25 marzo a metà aprile del 1952. Il titolo di lavorazione fu Hellgate Prison.

## Distribuzione
Il film fu distribuito con il titolo Hellgate negli Stati Uniti dal 5 settembre 1952 al cinema dalla Lippert Pictures.
Altre distribuzioni:
- in Svezia il 10 agosto 1953 (De dömdas legion)
- in Germania Ovest il 13 novembre 1953 (Das Tor zur Hölle)
- in Turchia nel dicembre del 1953 (Caniler Yatagi)
- in Austria nell'agosto del 1954 (Das Tor zur Hölle)
- in Finlandia il 27 agosto 1954 (Pirunvuoren kahleissa)
- in Finlandia il 2 febbraio 1973 (redistribuzione)
- in Brasile (Vivendo no Inferno)
- in Spagna (La puerta del infierno)
- in Francia (Les portes de l' enfer)
- in Francia (Vallée ardente)
- in Italia (Hellgate - Il grande inferno)

## Promozione
Le tagline sono:
- America's Devil's Island!...where a kiss opened the DOORWAY OF THE DAMNED!
- NEW MEXICO'S NOTORIOUS UNDERGROUND DESERT PRISON!